# Aquilegia eximia
Aquilegia eximia är en ranunkelväxtart som beskrevs av Van Houtte och Jules Émile Planchon. Aquilegia eximia ingår i släktet aklejor, och familjen ranunkelväxter. Inga underarter finns listade i Catalogue of Life.